# Kanton Molières
Der Kanton Molières war bis 2015 ein französischer Wahlkreis im Arrondissement Montauban, im Département Tarn-et-Garonne und in der Region Midi-Pyrénées. Der Hauptort war Molières. Vertreter im Generalrat des Départements war zuletzt von 1994 bis 2015 Guy Hébral (PRG).

## Gemeinden
Der Kanton bestand aus fünf Gemeinden:
| Gemeinde  | Einwohner Jahr | Fläche km² | Bevölkerungsdichte | Code INSEE | Postleitzahl |
| --------- | -------------- | ---------- | ------------------ | ---------- | ------------ |
| Auty      | 140 (2013)     | 7,42       | 19 Einw./km²       | 82007      | 82220        |
| Labarthe  | 388 (2013)     | 23,24      | 17 Einw./km²       | 82077      | 82220        |
| Molières  | 1.245 (2013)   | 38,46      | 32 Einw./km²       | 82113      | 82220        |
| Puycornet | 706 (2013)     | 27,46      | 26 Einw./km²       | 82144      | 82220        |
| Vazerac   | 732 (2013)     | 32,68      | 22 Einw./km²       | 82189      | 82220        |